# Гецко-Лобова Ніна Романівна
Ні́на Рома́нівна Гецко́ (Ло́бова) (також Ґецко; *20 липня, 1957, Зестафоні, Імереті, Грузія) — українська гандболістка, заслужений майстер спорту,олімпійська чемпіонка, голова федерації гандболу Закарпаття та член президії федерації гандболу України, член ради Закарпатського обласного відділення НОК України.

## Спортивна кар'єра
Виступала за берегівський «Колос».
Золоту олімпійську медаль здобула в складі збірної СРСР на монреальській Олімпіаді.